# Świeca dymna

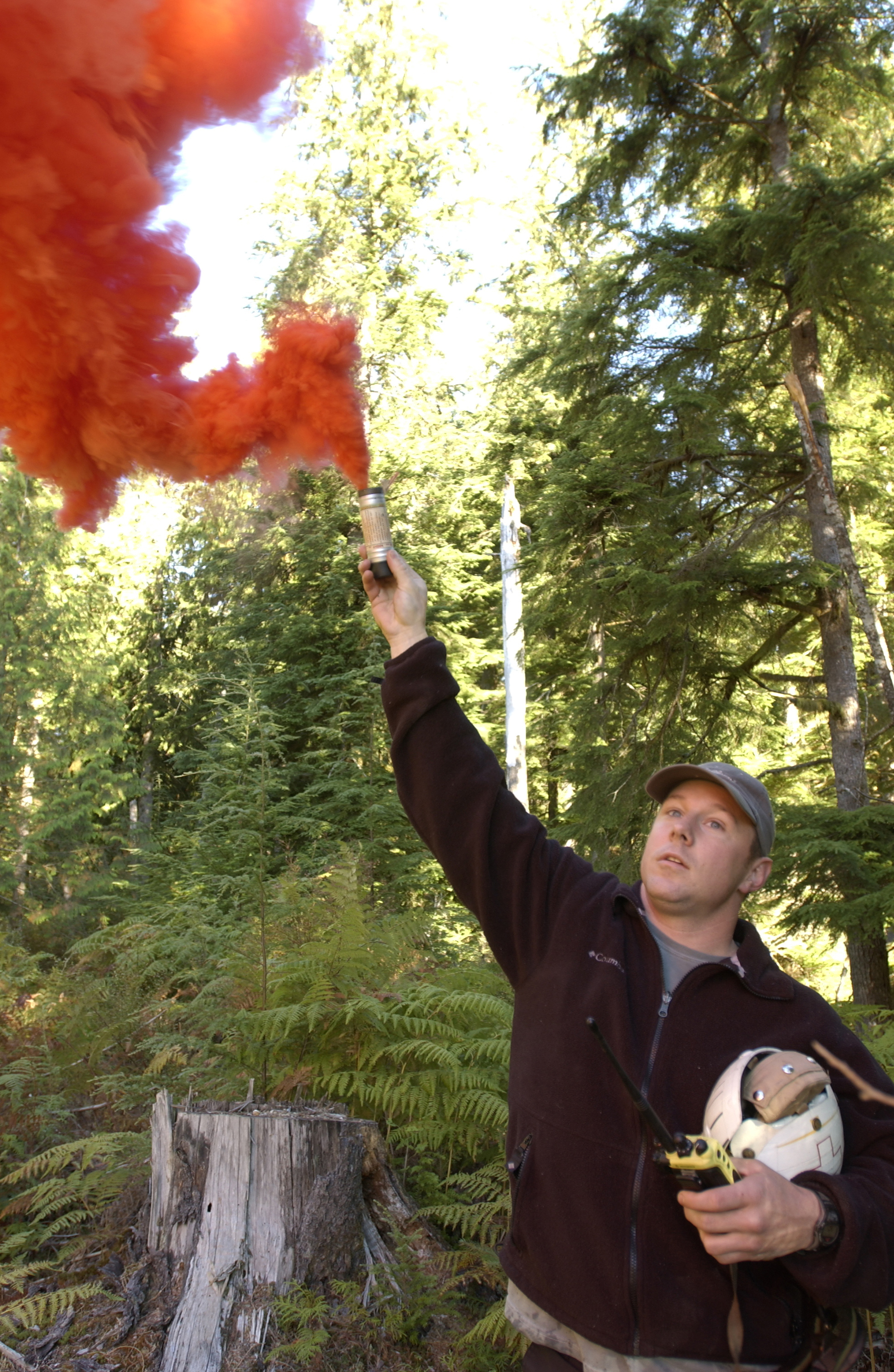
Mała świeca dymna używana jako sygnał dla helikoptera ratunkowego

Świeca dymna – puszka zawierająca substancję dymotwórczą oraz urządzenie zapłonowe. Jest to artykuł pirotechniczny, którego zadaniem jest ograniczenie widoczności na danym terenie (zasłona dymna), dla maskowania, lub pozorowania pożaru (np. pojazdu).
Małe świece dymne (do 1 kg, dymiące przez ok. 1,5 min) służą do maskowania pojedynczych żołnierzy; duże świece (15–100 kg, czas dymienia 15–20 min) – do maskowania dużych obiektów np. tyłowych. Najczęściej wykorzystuje się kilkukilogramowe świece średniej wielkości.
Morskie świece dymne mają możliwość pływania i służą do stawiania zasłon z powierzchni wody; mają mechanizm samozatapiający świecę, po końcu pracy. Innym specjalnym rodzajem są świece dymu trującego, które oprócz dymu rozpraszają także bojowe środki trujące np. chloroacetofenon. Używane są częściej przez siły policyjne.
Wykorzystywana jest także w celach sygnalizacyjnych (np. kolorowa świeca dymna). Oprócz zastosowań wojskowych używa się też ich w ratownictwie (do sygnalizacji) lub w sporcie rekreacyjnym (m.in. paintballu).

## Optymalizacja temperatury spalania w świecach dymnych[2]
Spalanie mieszanki, gdzie laktoza stanowi 26% wagowo, powoduje ekstremalne temperatury dochodzące nawet do T ~ 2000 °C. Taki proces może prowadzić do spalenia każdego związku organicznego w bezpośrednim otoczeniu. W związku z tym mieszanki podgrzewające zawierają znaczny nadmiar paliwa, aby obniżyć przewidywaną temperaturę spalania do około 900 °C. Chociaż te same materiały wciąż palą się zbyt gorąco, gdy są one wymieszane z barwnikiem w proporcji 1:1, uzyskuje się temperatury spalania w zakresie 300-500 °C, zależnie od konkretnego barwnika i całkowitej stechiometrii. Te formuły są często modyfikowane poprzez dodanie do 20% wagowo endotermicznych składników, takich jak węglan magnezu, szczawian amonu, kaolin i wodorowęglan sodu. Dodatkowo mają one za zadanie pochłaniać ciepło, jednocześnie uwalniając gazy i parę wodną, co zwiększa ogólną efektywność procesu.
Laktoza jednowodna (C₁₂H₂₂O₁₁ H₂O), pełni rolę paliwa o dużej ujemnej entalpii tworzenia (ΔH = -2723 kJ mol−1). Stechiometryczna reakcja laktozy z chloranem potasu wymaga 8 mol chloranu potasu na mol laktozy jednowodnej. 
Wzór reakcji laktozy jednowodnej z KClO₃:
C₁₂H₂₂O₁₁ H₂O + 8KCIO₃ → 12 CO₂ + 12 H₂O(g) + 8 KCl(g) + 3421 kJmol −1

## Barwniki w świecach dymnych
Barwne dymy, które wchodzą w skład świec dymnych stanowią unikalny element pirotechniki. Jest to efekt spalania, podczas którego powstaje aerozol zawierający mikroskopijne krople wody. W tych kroplach rozproszone są hydrofobowe cząsteczki barwnika organicznego, głównie osadzone na ich powierzchni. Formuły dymów składają się z barwnika zdolnego do sublimacji w ilości 40%-50% wagi oraz tzw. kompozycji podgrzewającej. Składnik odpowiedzialny za podgrzewanie w świecach dymnych to mieszanka chlorku potasu (KClO₃) oraz laktozy jednowodnej. Tabela poniżej przedstawia przykładowe barwniki stosowane obecnie w produktach pirotechnicznych wytwarzających dym. 
| Nazwa handlowa    | Kolor        | Nazwa Chemiczna                         |
| ----------------- | ------------ | --------------------------------------- |
| Disperse Red 11   | fioletowy    | 1,4-Diamino-2-metoksy-antrachinon       |
| Fettorange        | pomarańczowy | 1-Hydroksy-1-fenyloazonaftalen          |
| Fettrot G         | czerwony     | 1-(2-Metoksyfenyloazo)-2-naftol         |
| Solvent Yellow 33 | żółty        | 6-Metylo-2-ftalochinolin                |
| Sico Fettgrün     | zielony      | 1,4-Dip-p-toluidino-antrachinon         |
| Disperse Blue 3   | niebieski    | 1-Metyloamino-4-hydroksyetylantrachinon |

### Wymagania dotyczące barwników dymów obejmują
- Stabilność w zakresie temperatury co najmniej 300 °C, przeciwdziałanie rozkładowi i utlenianiu. Barwniki nie powinny zawierać grup, takich jak grupy peroksydowe, nitrowe czy sulfonowe, lecz raczej grupy aminowe i/lub hydroksylowe.
- Punkt wrzenia lub sublimacji między T = 100-300 °C oraz niskie ciepło utajone (ciepło topnienia i ciepło parowania). Wiązania wodorowe między cząsteczkami lub wiązania jonowe nie są pożądane. Masa cząsteczkowa paliwa powinna być poniżej m, = 400 g mol−1.
- Muszą być bezpieczne dla zdrowia zawodowego w działaniach krótko i długo falowych, oraz dla środowiska.

Produkty Przeznaczone do sprzedaży są bezpieczne i mogą być używane przez osoby nie będące profesjonalistami ale należy pamiętać o przestrzeganiu zasad bezpieczeństwa jakie opisuje producent produktów pirotechnicznych.